# Joanico da Costa
Joanico Césario da Costa oder Juaniku (* um 1963 in Bahu, Baucau, Portugiesisch-Timor; auch Joanico Césario Belo) ist ein Unteroffizier (Sergeant) der indonesischen Spezialeinheit Kopassus.
In seiner Kindheit war er eine Hilfskraft beim indonesischen Militär (TBO) im besetzten Osttimor. Später wurde Joanico stellvertretender Führer der 1983 gegründeten pro-indonesischen Miliz (Wanra) Saka (oder Sera), die im Distrikt Baucau von ihrer Basis in Sorulai aus operierte. Als der Saka-Chef 1994 getötet wurde, rückte Joanico nach. Im Umfeld des Unabhängigkeitsreferendum in Osttimor 1999 bedrohte die Miliz  Unabhängigkeitsbefürworter. Außerdem war Joanico Chef der East Timor Integration Fighters Force (PPI) im Sektor A (Baucau, Manatuto, Lospalos und Viqueque).
Saka wird für mehrere Morde und das Niederbrennen von Gebäuden verantwortlich gemacht, galt aber dank Joanico als eher gemäßigt. Die Miliz soll nur begrenzt an der Gewaltwelle von 1999 beteiligt gewesen sein. Joanico floh danach in das indonesische Kupang. Im März 2000 versuchte Joanico noch in seine Heimat zurückzukehren. Fallen gelassen vom indonesischen Militär enthüllte er gegenüber ausländischen Journalisten im Oktober 2000, dass 200 seiner Milizionäre von Kopassus in Aileu und in Cijantung (Westjava) ausgebildet wurden. 2003 wurde Joanico in Abwesenheit wegen der Verbrechen der Miliz vor den Special Panels for Serious Crimes (SPSC) in Dili angeklagt.
Joanico soll auch an der Gefangennahme des osttimoresischen Guerillaführers Xanana Gusmão im Jahr 1992 beteiligt gewesen sein.